# Jean Boillaud
Jean Boillaud, né le 4 août 1738 à Dijon (Côte-d'Or), mort le 1er octobre 1809 à Dijon (Côte-d'Or), est un général de brigade de la révolution française.

## Biographie
Fils d'un commis- greffier des États de Bourgogne, il entre en service en 1768. Il est élu lieutenant-colonel du 1er bataillon des grenadiers volontaires de la Côte-d'Or le 5 septembre 1792 et il est promu général de brigade d’infanterie le 12 mars 1793, au siège de Valenciennes.
Fait prisonnier le 28 juillet 1793, lors de la capitulation, il est envoyé en congé sur parole le 1er août 1793.
Il prend sa retraite en 1801 et il meurt à Dijon le 1er octobre 1809.

## Sources
- Jean-Baptiste-Pierre Courcelles, Dictionnaire historique et biographique des généraux français: depuis le onzième siècle jusqu'en 1820, volume 2 page 375, éd. Bertrand, 1822.
- Georges Six, Dictionnaire biographique des généraux & amiraux français de la Révolution et de l'Empire (1792-1814) page 114
- Thierry Pouliquen, « Les généraux français et étrangers ayant servis [sic] dans la Grande Armée » (consulté le 11 mai 2015)